# Nechanice
Nechanice (německy Nechanitz) jsou město v okrese Hradec Králové a Královéhradeckém kraji, patnáct kilometrů západně od Hradce Králové na řece Bystřice. Kromě vlastních Nechanic má město sedm dalších místních částí – Komárov, Lubno, Nerošov, Sobětuš, Staré Nechanice, Suchá a Tůně. Žije zde přibližně 2 400 obyvatel.

## Historie

### První písemné zmínky
První písemná zmínka o městě je z roku 1228. Je to svědectví kaplana Petra z Nechanic na královské darovací listině Václava I., ve které král postoupil litomyšlskému klášteru část pokut na spásu duše svého bratra, a kde je kaplan Petr uváděn jako svědek. Spolu s ním i Vítek starší, otec prvního doloženého držitele nechanické tvrze Záviše z Nechanic. Historik František Palacký však zjistil ještě starší, byť nepřímý údaj. V letech 1197–1253 bylo České království rozděleno na tzv. oukrají a ta dále členěna na župy. Podobně jako nedávno kraje a okresy. „Hradecko obsahujíc celé východní Čechy předčilo počtem žup oukraji ostatní.“ Župu a děkanát Hradecký vymezil Palacký tato: hraniční body tvoří na jihu Labe, na severu Miletín, na východě Meziříčí a na západě Nechanice. Ty musely být tehdy natolik významnou lokalitou, že posloužily jako hraniční místo župy. 

### Začátek 14. století
V roce 1235 byla ves povýšena na městys. Na konci 13. a začátku 14. století se městečko v písemných pramenech, s výjimkou Jindřicha z Rožmberka[nepřesný odkaz] k roku 1302, neobjevuje. Až v roce 1311 v Knize Svědomí města Nový Bydžov je uveden Jindřich z Nechanic. Od něj přešly asi směnou na krále Jana Lucemburského. Ten je vyměnil s Petrem ze Zebína (později ze Žampachu) a jeho synem Vilímem za část hradu Žampach. Od nich je zakrátko koupil roku 1341 Hynek Krušina z Lichtenburka, který byl zároveň pánem Miletína. To dokládá listina krále Jana. Je potvrzeno, že tento majitel držel Nechanice ještě v roce 1358, kdy mu byl navržen na obsazení fary farář Unka. Nejasné vztahy k obci však pokračují, neboť není jisté, zda Hynek Krušina zemřel roku 1358.

### Vladykové z Nechanic
V roce 1379 uvádí další historický pramen (Liber confirmatorium) muže jménem Ulrik, který měl být Vlach a je uváděn jako panoš, vladyka (cliens de Nechanic). Od něj snad přešly koupí roku 1381 na vladyku Ctibora, který se rovněž psal z Nechanic. Ctibor zemřel brzy asi roku 1398 a zanechal nezletilého syna. Vlaška čili Vlaštka. Jemu byl poručíkem blízký soused Jiří z Kunčic, řečený Haléř (psal se též z Hrádku) nejspíše až do roku 1407. Jako samostatný patron vystoupil Vlašek roku 1411, kdy se jednalo o obsazení fary v Řitonicích, vsi jižně od Sobotky. V roce 1409 se objevuje jméno armiger (zeman) Markvart z Nechanic. Zda i on se stal poručíkem Vlaška není jasné, ale zdá se to být pravděpodobné. Vlašek měl syna Vavřince který byl v roce 1418 ještě nezletilý. Jeho otec, který se obával brzkého úmrtí a zmatků plynoucích z nezletilosti dědice, dal proto zapsat zboží nechanické ve sto kopách dluhu a na způsob poručnictví Janu Semečkovi ze Semčic (obec jižně od Mladé Boleslavi) a Bořkovi z Hanstorfetu. Semečka se po zemřelém Vlaškovi ujal Nechanic. Ale po jeho smrti připadly spolu s dalším nemovitým majetkem podle zápisu v Zemských deskách jako odúmrť na krále Ladislava Pohrobka. Roku 1453, kdy byl Ladislav Pohrobek korunován, si od něj vyžádal městečko za věrné služby nejvyšší sudí království Českého Jan z Hazenburka a na Kosti, aby následující roku toto královské propustil Vlaškově synu Vavřinci, jak je uvedeno v Deskách zemských. V následujících obdobích se objevují další jména a komplikují rozpoznávání a rozplétání majetnických vztahů. Ze spisu komorního soudu 13. prosince 1477 vyplývá, že Alžběta, vnučka Vlaška a dcera Vavřince, po prohlášení za dospělou, udala své poručníky Markvarta z Rychmburka, Hertvíka z Měnič a Václava Homole z Lubna, že ji odcizili a prodali tvrz Nechanice, ačkoliv ji měli podle vůle otce pro ni zachovat. Ti se vymlouvali, že prodej uskutečnili kvůli Vavřincovým dluhům, jinak by Alžběta jako sirotek přišla o všecko. Soud stanovil, že zbytek peněz po zaplacení dluhů 713 a půl kopy grošů patří Alžbětě. Ovšem toto jednání se konalo v době, kdy již Nechanice měly nového držitele. Byl jím Jan z Rychemburka, který vlastnil panství od roku 1471. Po něm je snad zdědil Markvart z Rychemburka a nakonec Voldřich Nechanický z Rychemburka. V Oldřichu Nechanickém lze spatřovat potomka Janova. Později, snad kolem roku 1496, se Nechanice dostaly do držení Albrechta II. z Kolovrat a Libštejna. Ten pojistil věno své Manželky Anny z Kovaně, vdově po Hynku z Valdštejna, nechanickou tvrzí, poplužním dvorem a dalšími nemovitostmi. Po Albrechtovi přešly Nechanice na jeho nevlastního syna Jana z Valdštejna. Toto rychlé střídání majitelů skončilo roku 1516, kdy vstoupil na scénu rod Pecingarů z Bydžína, konkretně s Mikulášem Pecingarem. Ten koupil od Jana z Valdštejna městečko za obnos 1000 kop pražských grošů včetně Starých Nechanic, Lhoty Nechanské, Kunčic s poplužním dvorem a pustou tvrzí Hrádek s dvorem i vsí.

### 16. Století
Po smrti Mikuláše Pecingra (někdy kolem roku 1519) spravovala Nechanice vdova Markéta Kokořínská z Klinštejna. Zanedbalou tvrz nechala obnovit. Když i ta roku 1538 zemřela, rozdělili si její dědictví tři synové, Mikuláš Sovinky, Újezd, Doubravice, Babice a podíl na Kunčicích, Fridrich Petrovice, Lodín, Suchou, Nerošov a část Lubna a nejmladší Vilém Nechanice s tvrzí, Staré Nechanice, Hrádek, Kunčice s dvorem a druhou část Lubna. K uvedeným vsím přikoupil Vilém roku 1551 druhý díl Lhoty Nechanské od Petra Kekule ze Stradonic za 650 kop grošů českých. Roku 1566 nastoupil Vilémův syn Mikuláš Pecingar mladší. Ustanovil manželku Annu z Chlumu svou dědičkou a toto rozhodnutí nechal stvrdit v Deskách zemských. Poté v roce 1589, ještě za života postoupil nechanické zboží synovi Ctiborovi Smilovi. Ten přesídlil po roce 1593 do nové tvrze v Kunčicích a jeho dosavadní sídlo u Bystřice opět pustlo. Ctibor byl posledním vlastníkem Nechanic z rodu Pecingarů. Zastával od roku 1605 vysokou funkci hejtmana kraje Hradeckého. Císař Rudolf II. jej tituloval na pozvánku do Prahy rytíř na Nechanicích a Kunčicích. Poslední Pecingar nejen že podporoval v městečku Jednotu bratrskou, ale zúčastnil se také protihabsburského odboje, nejprve proti králi Matyášovi a později proti Ferdinandu II. Za trest mu byl majetek v roce 1622 císařským výnosem konfiskován. Po 106 letech skončil vládou Pecingarů pro Nechanice středověk. 

### 17. Století
Dalším vlastníkem se stal Václav Vchynský ze Vchynic a Tetova, později pojmenovaném jako rod Kinských a proslavený držením Chlumec n. Cidlinou. Václav Vchynský koupil majetek Ctibora Pecingara od císaře v roce 1623. Byl to odchovanec jezuitů, povahově ctižádostivý o obojetník. Před křesťany vyznávajícími podobojí svou katolickou víru zapíral. Zemřel zakrátko roku 1626 a panství zdědil syn Jan Oktavián. Za panování Vchynských došlo ke spojení Hrádku, Nechanic a Kunčic v jeden celek, který se poté nazýval kunčický statek. Rovněž začala protireformace. Pecingarové přáli a podporovali českobratrskou církev, ale po Bílé hoře došlo k očistě od ,,kacířů" a jejich násilné navracení do lůna katolické církve. Ale až v letech 1651 a 1654 jsou spolehlivé údaje, že v Nechanicích a Kunčicích bylo rekatolizováno 169 osob. Kromě nich 69 raději emigrovalo, než aby se vzdali víry svých předků. Jan Oktavián Vchynský byl však nucen pro dalekosáhlé dluhy 2. září 1654 uzavřít trhovou smlouvu s Matyášem Verdemonem (jine se uvádí jako Verdaman) a dalšími příbuznými tohoto rodu (Jan Jiří, Anna Marie a Anna Cecílie), ve které postoupil Kunčice a s nimi Nechanice tak, jak je dříve sjednotil rytíř Ctibor Smil Pecingar, když vládl z kunčické tvrze. Dále Verdemonové vlastnili Staré Nechanice, Suchou, Lodín, Lubno a Hrádek. Roku 1658 požádala vdova Barbora z Veldemonu, aby statek Kunčice a s ním i Nechanice byly prodány ve prospěch jejího sirotka Františka Ignatia Josefa. Žádosti bylo vyhověno. O koupi usiloval královéhradecký biskup Matouš Ferdinand Sobek z Bilenberka, ale nakonec od záměru ustoupil. Našel se nový ucházeč, hrabě Jan Arnošt Schafgotsch z Kynastu a Greifensteinu, který v té době byl již majitelem Obědovic, jež koupil společně se svou první manželkou Kateřinou, vdovou Strakovou z Nedabylic, rozenou Dobřenskou. S druhou manželkou Magdalenou Saloménou Bukovskou z Neudorfu vyženil roku 1656 Bílou Třemešnou a Sadovou. Za sumu 630.000 zlatých rýnských se roku 1661 stal majitelem Kunčic s Nechanicemi, které byly roku 1662 připojeny k panství Bílá Třemešná. To vše spojil v jeden celek roku 1678 jako panství Sadová. Rozhodnutím dne 4. července 1686 prohlásil veškerý majetek za fideikomis, tj. panství svěřenecké, nedělitelné a neprodejné. Schafgotschové měli na vrcholu erbu bílou ovci se zvonem, v pozadí smrček, později vlevo orlici a vpravo lva,obě figury stojící na koruně. K německému Schaf bylo připojeno příjmení Gotsch.
V roce 1867 byly Nechanice povýšeny na město, o tento status přišly v roce 1949 kvůli protestům proti zemědělské politice KSČ. O jeho obnovení neúspěšně žádaly v roce 1991, ale v roce 1992 se jím opět staly.
V roce 1947 Nechanice obklíčily stovky příslušníků státní bezpečnosti, pořadatele zatkli, účastníky rozehnali. „Z tajných pramenů Státní bezpečnosti později vyšlo najevo, že to byl první nácvik komunistů na únorový puč v roce 1948. Chtěli zjistit, kam až mohou zajít. Závody zakázali. Do Nechanic přijely bezpečnostní pluky až z Prahy a účastníky rozprášily,“ říká ředitel Zemědělského učiliště v Kladrubech František Petřík.
Nechanická aféra byla předehrou únorového puče, 31. července 2019

## Přírodní poměry
Město stojí ve Východolabské tabuli. Podél jeho severního a západního okraje protéká řeka Bystřice, jejíž tok zde je součástí přírodní památky Bystřice.

## Pamětihodnosti
- V katastrálním území části Lubno stojí zámek Hrádek u Nechanic
- Kostel Nanebevzetí Panny Marie (Nechanice)
- Socha svaté Anny z poloviny 18. století na náměstí
- Socha svatého Jana Nepomuckého z roku 1730 v Pražské ulici
- Občanská záložna Nechanice
- Vojenský hřbitov z prusko-rakouské války roku 1866 v Bažantnici
- Na bývalém hřbitově ve Štrosových sadech (pojmenovány podle politika a lékaře Jana Štrose[7]) se nacházejí čtyři důstojnické hroby z války z roku 1866 a hrob bratra skladatele české hymny Františka Škroupa
- Na lukách za městem u řeky Bystřice jsou patrné zbytky starého vodního tvrziště – zřetelné pozůstatky tří kruhových valů o průměru 140 m.

## Osobnosti
- Antonín Čerych (1829–1902), stavební a textilní podnikatel, starosta Nechanic
- Vladimír Hubáček (1932–2021), automobilový závodník
- Jan Nowopacký (1821–1908), malíř
- Ignác Raab (1715–1787), malíř a jezuita
- Alois Rašín (1867–1923), ministr financí
- František Rašín (1830–1903), poslanec Říšské rady, otec Aloise Rašína
- Jan Křtitel Vaňhal (1737–1813), hudební skladatel
- Bohumil Vojáček (1857–1934), kontrabasista, narodil se v Lubnu
- Záviš z Nechanic (před  1216–1257), komoří krále Václava I. a zakladatel rodu pánů z Krumlova

## Fotogalerie

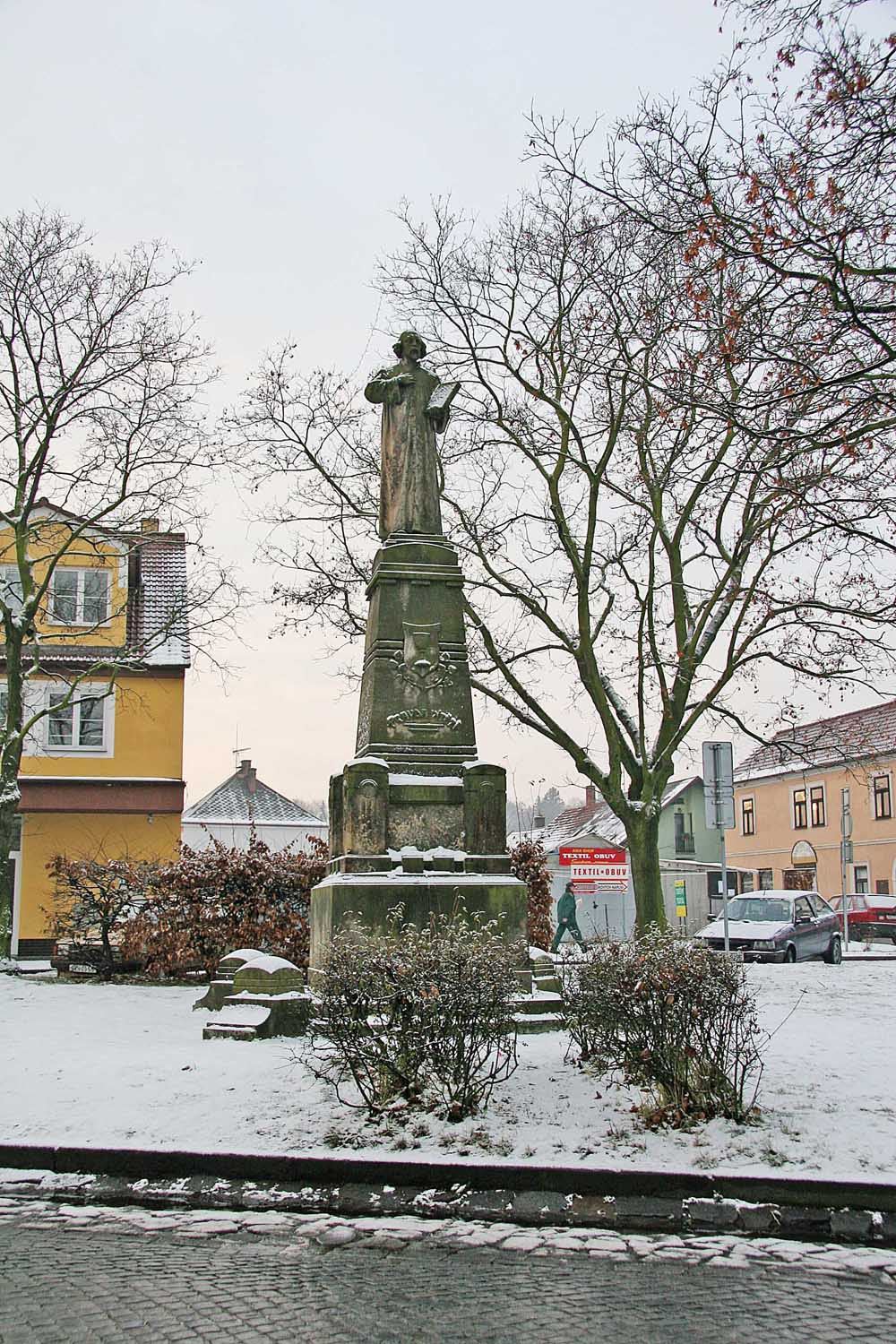
Pomník Mistra Jana Husa
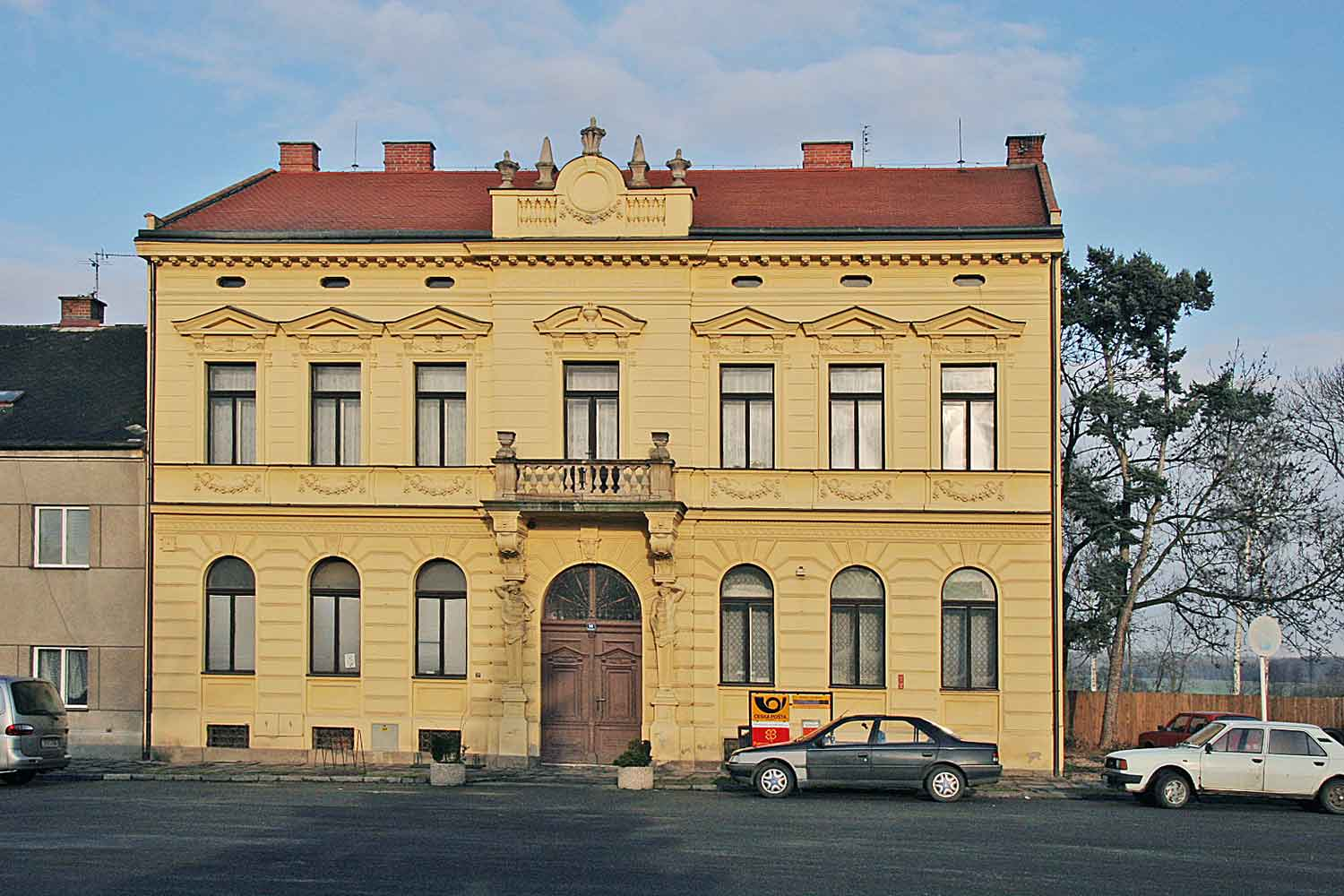
Budova bývalé městské záložny, dnes pošta
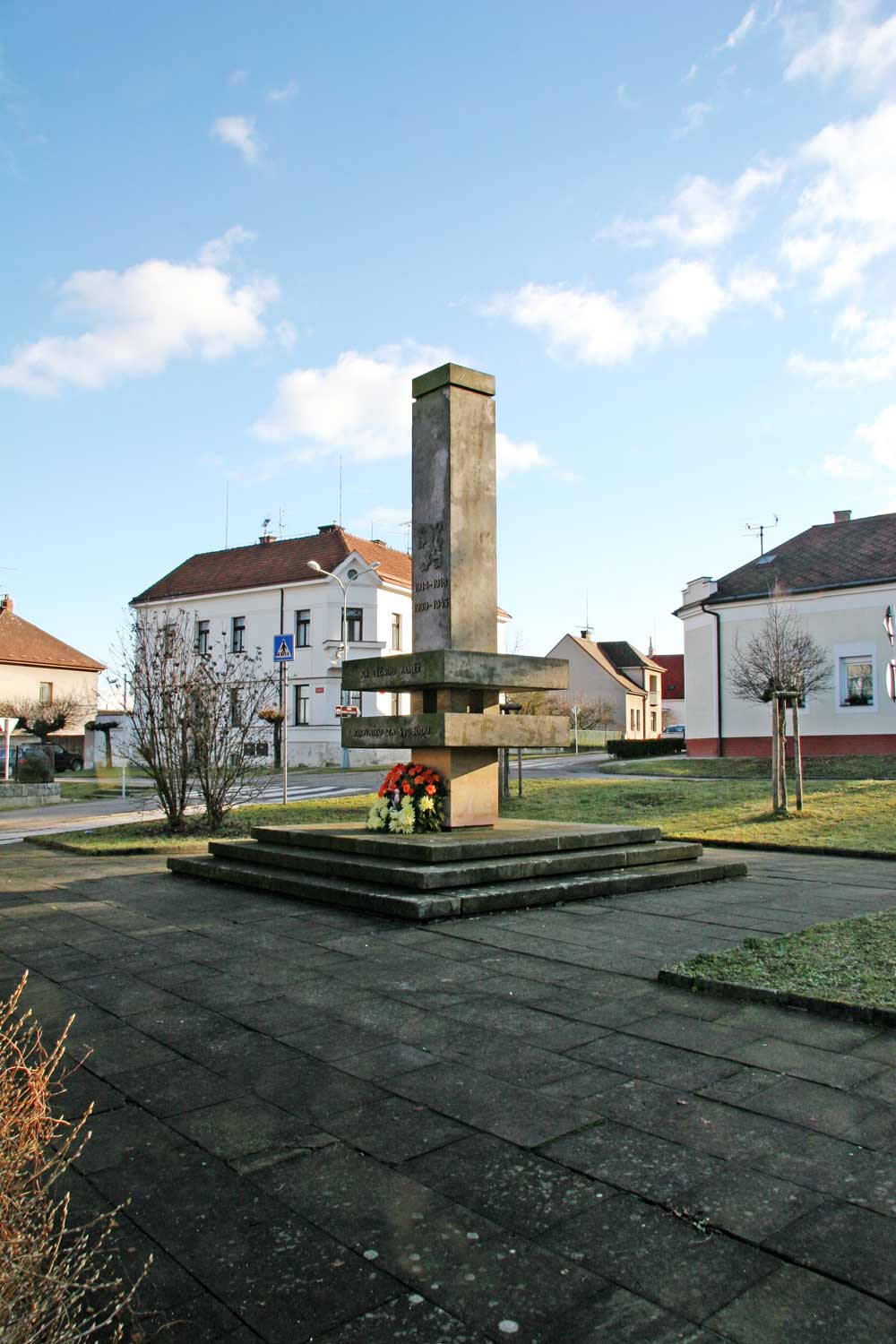
Památník obětem světových válek
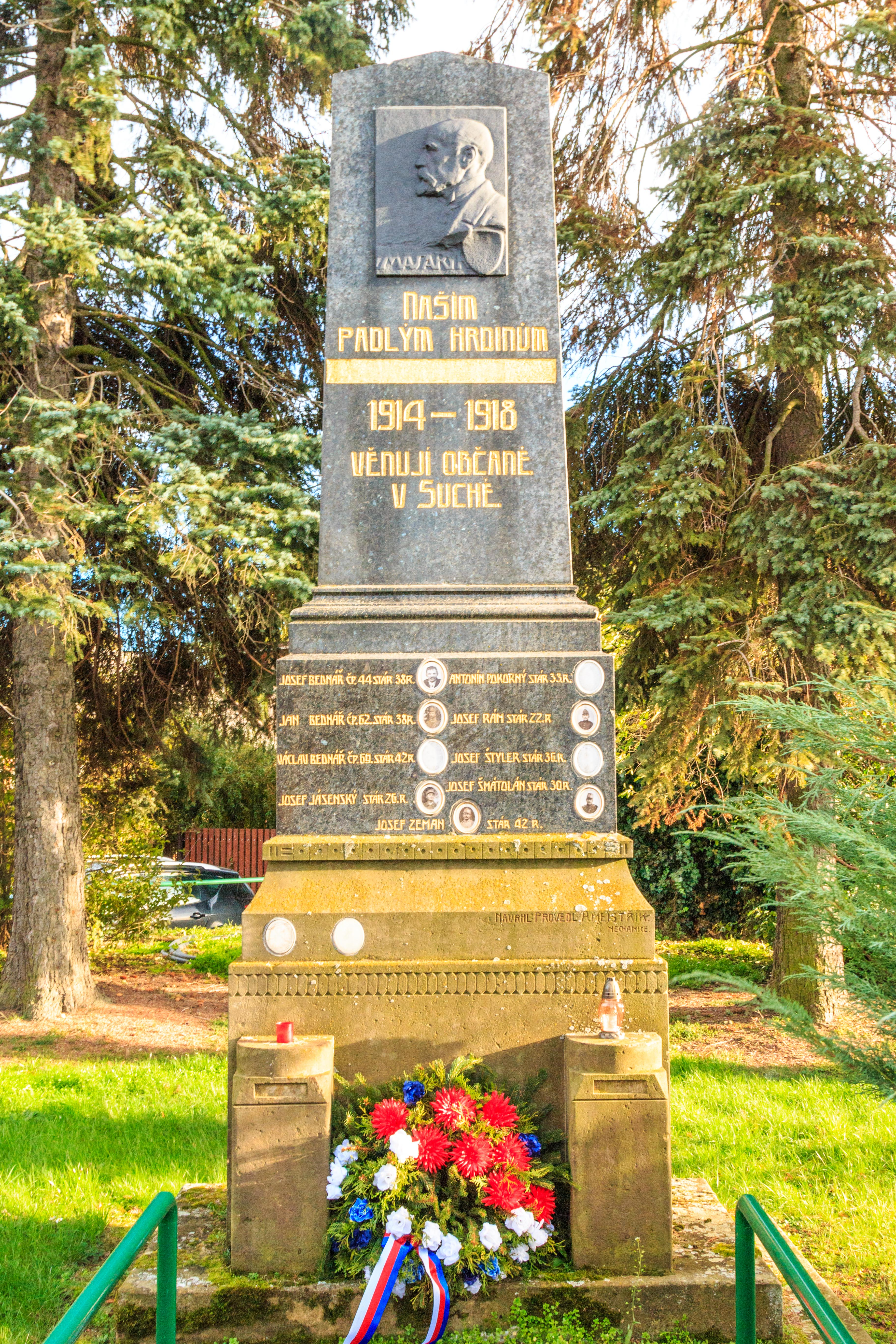
Pomník padlým v první světové válce v Suché